# Wallfahrtskirche St. Ottilien

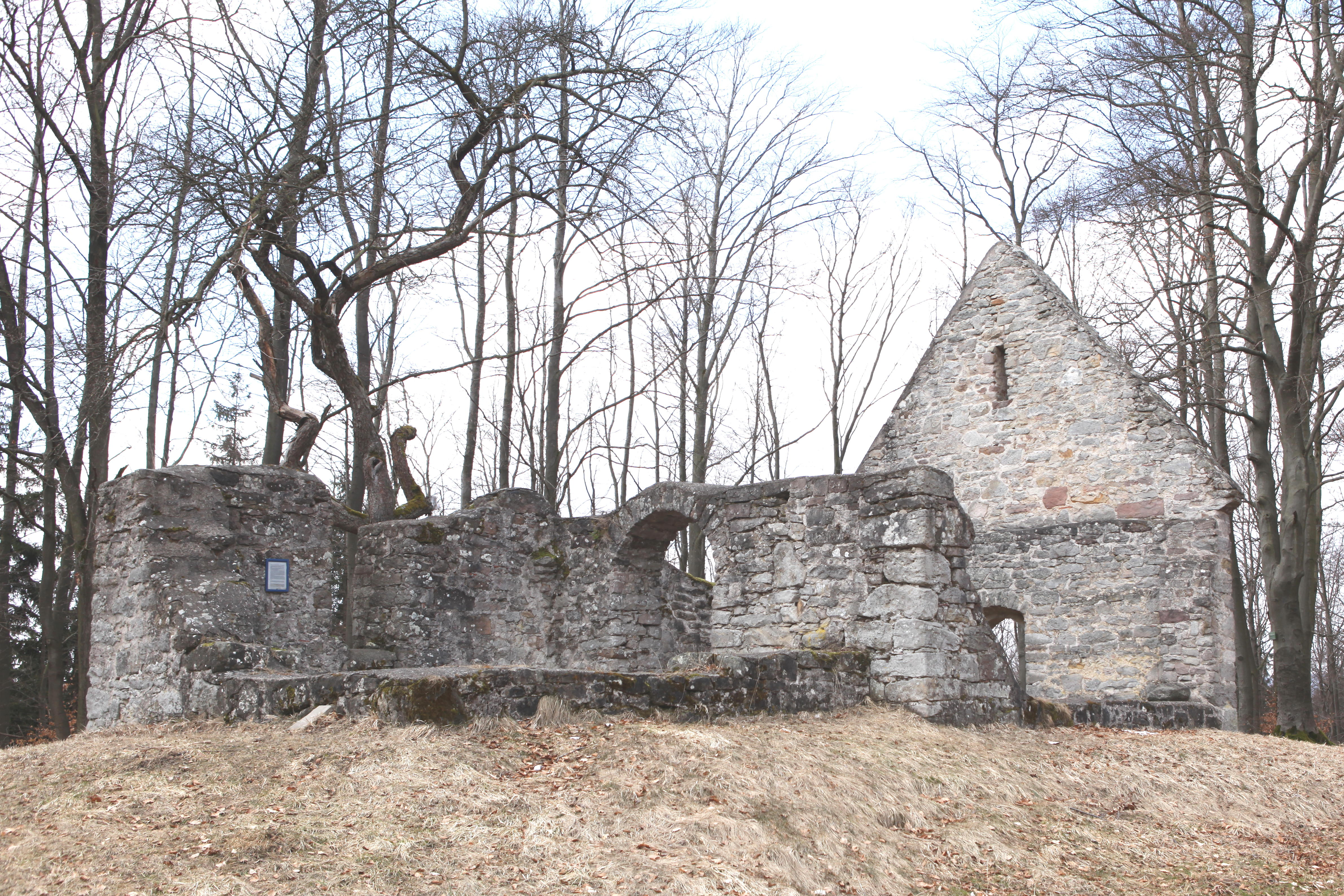
Ruine der Wallfahrtskirche St. Ottilien

Die Ruine der Wallfahrtskirche St. Ottilien befindet sich in der Gemarkung des Dorfes Ehrenberg im Landkreis Hildburghausen in Thüringen.

## Geschichte
Die Gemeinde Ehrenberg besitzt keine Kirche, aber auf dem Kapellenberg, nahe dem Dorf, zwischen Themar und Hildburghausen, die Ruine einer mittelalterlichen Kapelle.
Sie wurde erstmals 1141 urkundlich erwähnt und war der heiligen Ottilie geweiht. Zur vorreformatorischen Zeit diente sie den Augen-Ohren- und Kopfleidenden sowie Blinden als Wallfahrtskirche. Die Heilungsuchenden kamen erst zur Ottilienquelle auf halber Höhe im Tal zwischen Ehrenberg und dem Kloster Veßra, bevor sie dann zur Kapelle pilgerten, um dort Dank und Anbetung zu suchen. Nach der Reformation wurde die Kapelle abgebrochen.

## Bauwerk
Sie ist ein romanischer Bau von 6,5 mal 5,5 Metern Seitenlänge mit einem Chorraum von 4 mal 4 Metern auf der Südseite. Erkennbar sind an den Ecken des Chores die Ansätze des ursprünglichen rippenlosen Kreuzgewölbes. Ein romanischer Triumphbogen zeichnet sich zwischen Haupthaus und Chor noch ab, der eine Armspanne breit ist. Die Nordwand mit Rundbogentür und Giebel ist noch fast vollständig erhalten, die übrigen Wände nur noch teilweise.
Die Kapelle wurde um 1960 von Bürgern in freiwilliger Arbeit gesichert.